# District du Kohistan
Le district de Kohistan (en ourdou : کوہستان) est une subdivision administrative de la province Khyber Pakhtunkhwa au Pakistan. Constitué autour de sa capitale Dassu, le district est entouré par la région de Gilgit-Baltistan au nord, le district de Mansehra à l'est, le district de Battagram et de Shangla au sud, et enfin le district de Swat à l'ouest.
Le district du Kohistan est une vaste région isolée et voisine du Cachemire et de l'Himalaya. Elle est peu développée et entièrement rurale, mais son emplacement est stratégique sur la route du Karakorum, menant à la Chine. Elle compte près de 0,8 million d'habitants en 2017, et ceux-ci sont principalement des Kohistanis, qui parlent surtout le « kohistani de l'Indus » et sont organisés en tribus. 

## Histoire

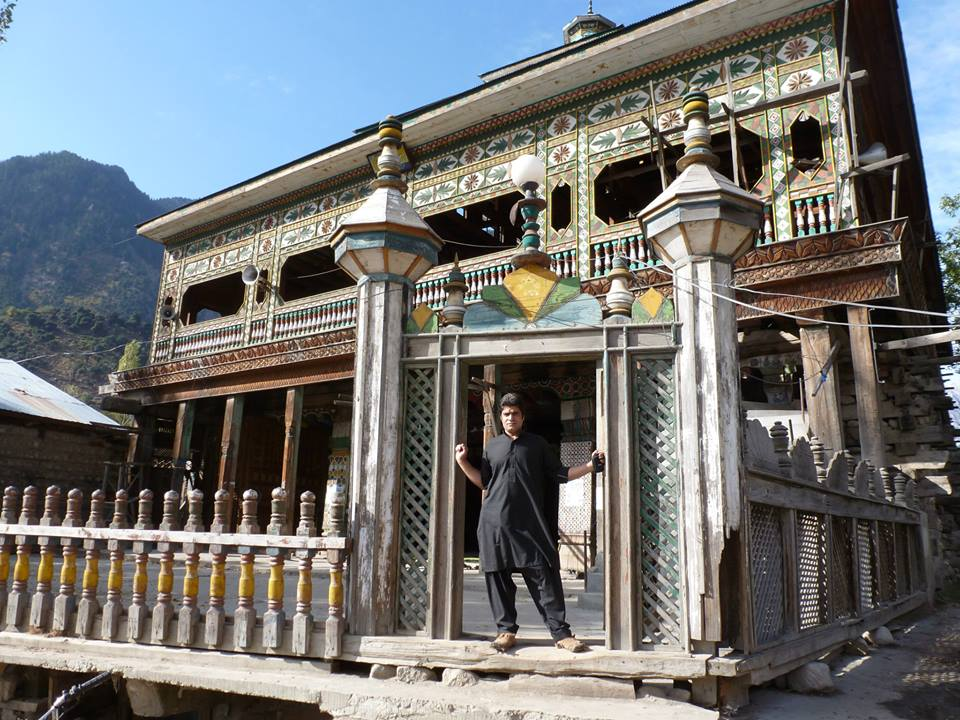
Une mosquée construite en bois dans le district.

La région du Kohistan a été sous la domination de diverses puissances au cours de l'histoire, notamment l'Empire moghol, alors qu'elle est située à la confluence de plusieurs grandes puissances. Elle a ensuite été prise par l'Empire sikh en 1818, puis en 1848, elle est conquise par le Raj britannique. 
En 1947, le Kohistan est intégré au Pakistan à la suite de la partition des Indes, bien que la zone ait longtemps soutenu le mouvement Khudai Khidmatgar qui s'était opposé au mouvement pour le Pakistan. 
Jusqu'au 1er octobre 1976, le Kohistan était divisé entre le Kohistan de l'Indus et le Kohistan de Swat, avant d'être unifié dans un seul district à cette date. Elle fait aujourd'hui partie des « régions tribales administrées provincialement », sous le contrôle des autorités provinciales de Peshawar et sous la responsabilité d'un commissaire de district.

### Insurrection islamiste
Le district, qui possède une frontière commune avec le district de Swat, est situé à proximité de la zone du conflit armé du Nord-Ouest du Pakistan qui oppose les autorités aux insurgés talibans pakistanais. Il a surtout été affecté par la Seconde bataille de Swat en 2009 et visé par plusieurs attaques des insurgés, comme le massacre d'une vingtaine de musulmans chiites le 28 février 2012 par le groupe Joundallah. Le district reste toutefois relativement peu impliqué dans le conflit voisin, étant donné sa faible importance stratégique et la difficulté des islamistes pour s'implanter parmi la population locale, culturellement plus éloignée des districts voisins.

## Géographie
Le district de Kohistan est une région montagneuse, située aux pieds de l'Himalaya et du Cachemire. On y trouve des prairies et reliefs verdoyants ainsi que des forêts et vallées traversées de cours d'eau. Parmi ces dernières, on trouve la vallée de Supat, connue pour ses paysages pittoresques. Des panthères des neiges vivent également dans la zone. Le climat de la région est montagnard, plutôt chaud en été et particulièrement froid en hiver. Il est aussi relativement humide grâce à la mousson durant l'été.

## Démographie

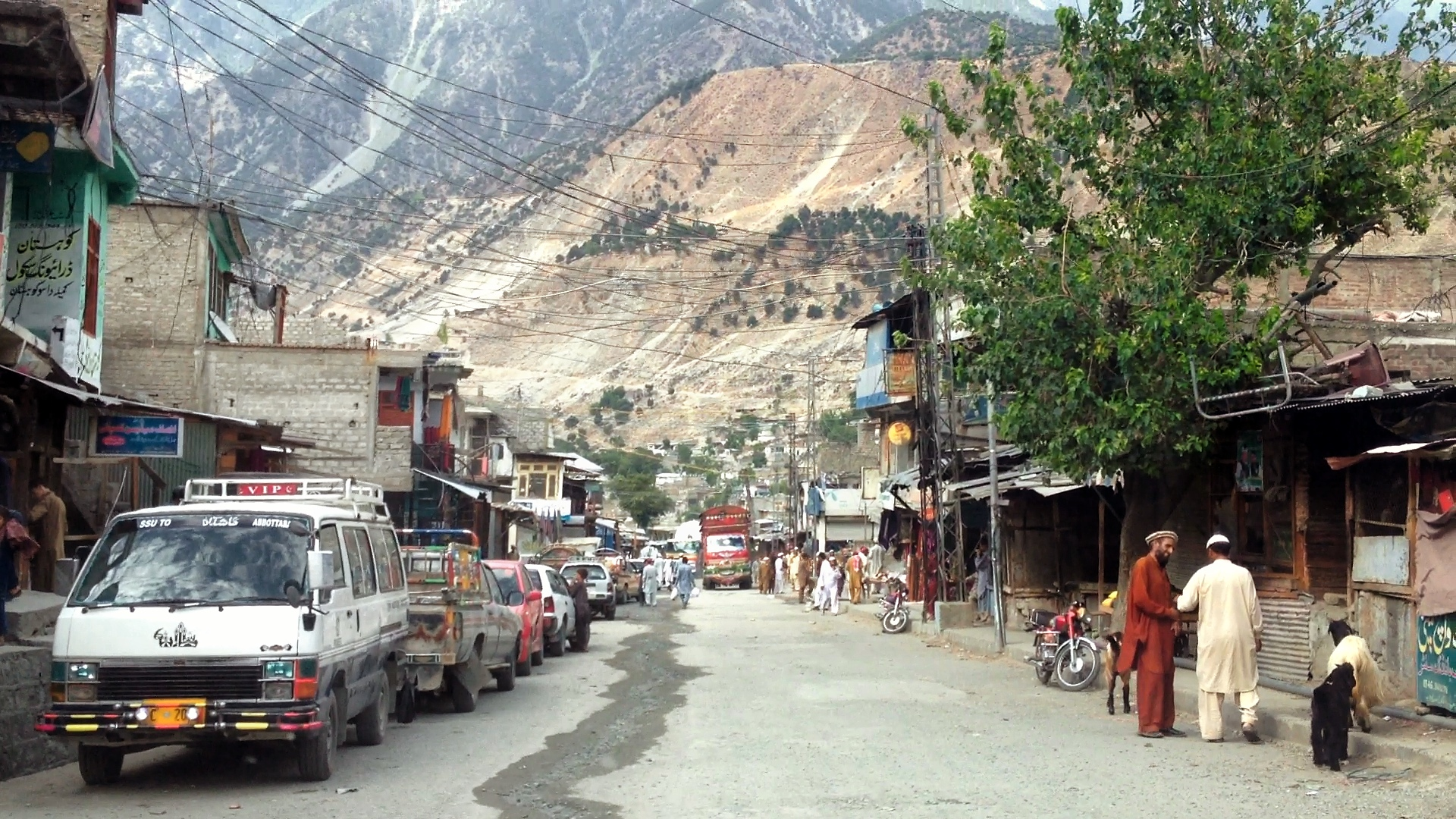
Village de Komila sur la route du Karakorum.

Lors du recensement de 1998, la population du district a été évaluée à 472 570 personnes, et est principalement rurale. Le taux d'alphabétisation était de 11 % environ, soit bien moins que les moyennes nationale et provinciale de 44 et 35 % respectivement, ce qui en fait l'une des pires performances du pays. Il se situe à 17 % pour les hommes et 3 %, soit un différentiel de 14 points, inférieur aux 23 points pour l'ensemble du pays et aux 32 points de la province de Khyber Pakhtunkhwa.
Le recensement suivant mené en 2017 pointe une population de 784 711 habitants, soit une croissance annuelle de 2,7 %, inférieure à la moyenne provinciale de 2,9 % mais supérieure à la moyenne nationale de 2,4 %. L'alphabétisation progresse à 22 %, dont 33 % pour les hommes et 9 % pour les femmes. 
Le district est principalement peuplé par des tribus de Kohistanis, qui parlent surtout le « kohistani de l'Indus » (ou « maiyã »), à l'inverse de la majeure partie de la province qui est peuplée de Pachtounes parlant pachto. Ces derniers sont toutefois présents en minorité dans le district, le long de la frontière avec le district de Swat. Lors du recensement de 2017, le kohistani n'est pas reconnu et 92 % de la population du district est catégorisée dans « autres langues », contre 7 % de pachtophones. 
La population musulmane est surtout sunnite, mais on trouve des minorités chiites. Dans les villes, on trouve quelques sikhs et hindous, qui travaillent dans les secteurs des services et du commerce. Dans les régions montagneuses proches de l'Himalaya, on trouve des minorités religieuses comme les bouddhistes, qui seraient entre 2 000 et 3 000 personnes et des animistes, apparentés aux Kalashs. Ces deux groupes religieux sont très isolés du reste de la population, très majoritairement musulmane. Le recensement de 2017 ne relève pourtant que quelques dizaines d'individus non-musulmans. 

## Administration

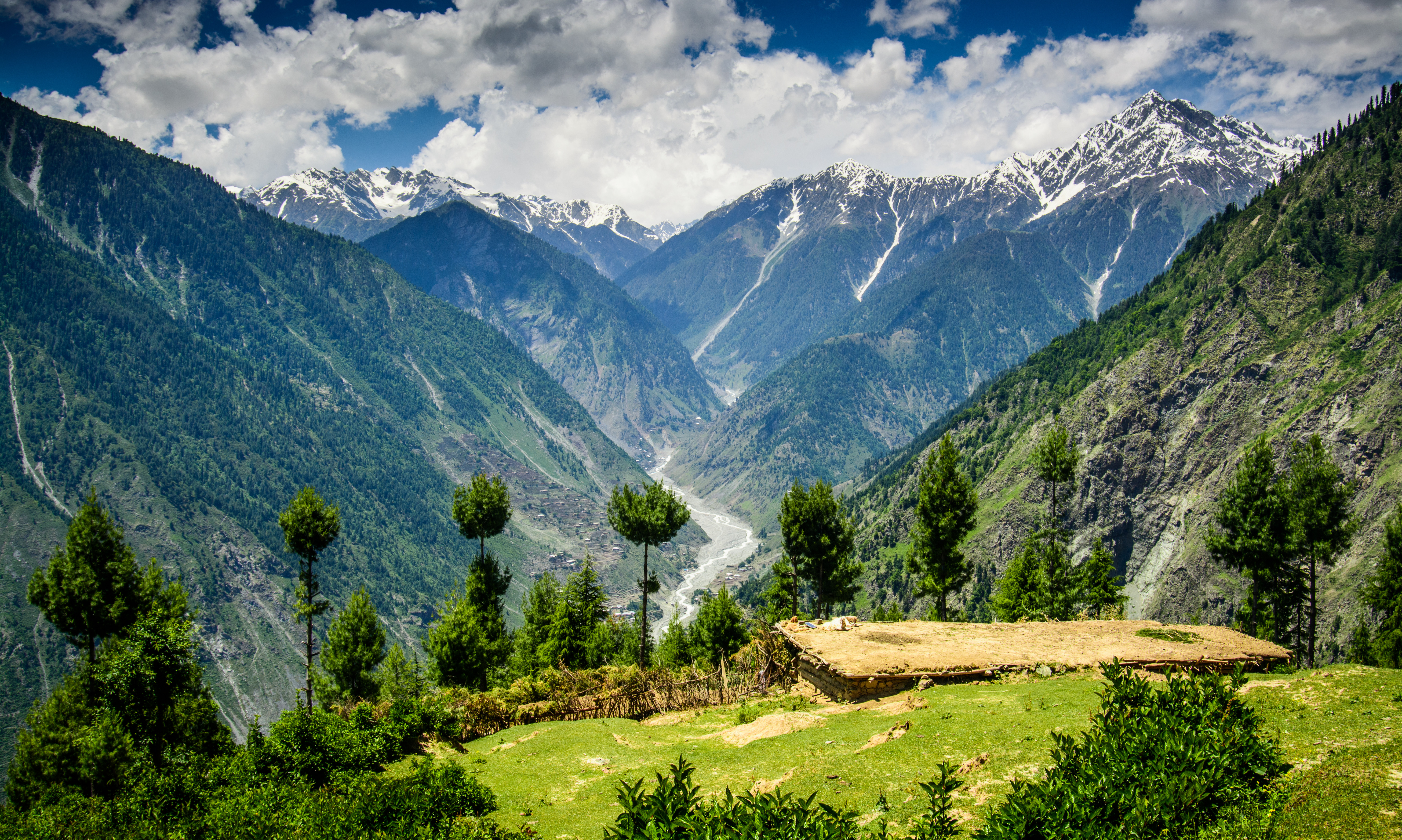
Paysage de Baanw Shaikhdara, dans le tehsil de Pattan.

Le district est divisé en quatre tehsils, Dassu, Kandia, Palas et Pattan, ainsi que 38 Union Councils. Aucune ville du district ne dépasse les 30 000 habitants selon le recensement de 1998, la population urbaine étant trop insignifiante pour être relevée par les statistiques officielles.
| Tehsil | Union Councils | Population (rec. 2017) |
| ------ | -------------- | ---------------------- |
| Dassu  |                | 222 282                |
| Kandia |                | 84 055                 |
| Palas  |                | 275 461                |
| Pattan |                | 202 913                |

## Économie et transport

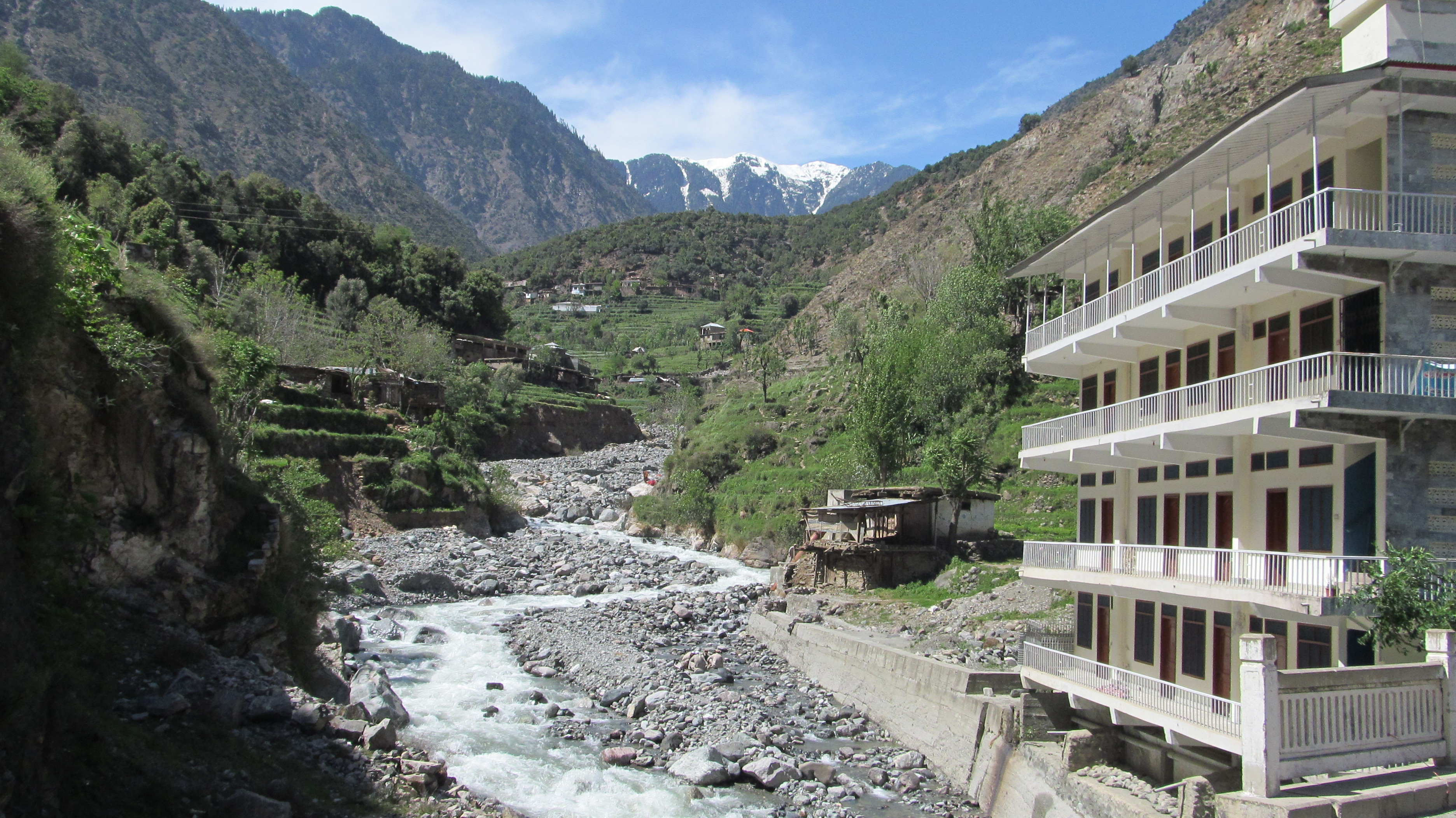
Un hôtel du district.

Le district du Kohistan est l'un des plus pauvres et peu développés du Pakistan. La population vit quasiment exclusivement de l'agriculture, surtout de l’élevage de bœufs et moutons ou de la production de miel. Le tourisme représente aussi une source de revenus, les hôtels du districts accueillant quelques touristes surtout nationaux, attirés par la beauté naturelle de la région. 
Le district est aussi par ailleurs traversé par la route du Karakorum qui relie la Chine depuis les années 1970. Le district aurait un fort potentiel touristique pour le tourisme international, mais l'anglais est très peu répandu et les infrastructures touristiques, peu développées, répondent surtout pour un tourisme à l'échelle nationale.

## Politique
De 2002 à 2018, le district est représenté par les trois circonscriptions no 61 à 63 à l'Assemblée provinciale de Khyber Pakhtunkhwa. Lors des élections législatives de 2008, elles ont toutes été remportées par des indépendants, et durant les élections législatives de 2013, respectivement par un candidat indépendant, un candidat de la Jamiat Ulema-e-Islam (F) et un de la Ligue musulmane du Pakistan (N).
Le district est aussi représenté par la circonscription no 23 pour ce qui concerne l'Assemblée nationale. Elle a été remportée par des candidats indépendants lors des élections de 2008 et 2013.
Avec le redécoupage électoral de 2018, le Kohistan est représenté par la circonscription no 11 à l'Assemblée nationale et par les trois circonscriptions no 25 à 27 à l'Assemblée provinciale. Lors des élections de 2018, elles sont remportées par deux candidats de la Muttahida Majlis-e-Amal et trois indépendants. 
| Parti                                       | Voix (national) | %       | Élus nationaux | Élus provinciaux |
| ------------------------------------------- | --------------- | ------- | -------------- | ---------------- |
| Muttahida Majlis-e-Amal                     | 16 480          | 25,96 % | 1              | 0                |
| Ligue musulmane du Pakistan (Q)             | 13 188          | 20,77 % | 0              | 0                |
| Mouvement du Pakistan pour la justice       | 9 585           | 15,10 % | 0              | 0                |
| Autres partis                               | 4 714           | 7,43 %  | 0              | 0                |
| Indépendants                                | 19 514          | 30,74 % | 0              | 3                |
| Total exprimés (participation : 40,89 %)    | 63 481          | 100 %   | 1              | 3                |
| Source : Commission électorale du Pakistan. |                 |         |                |                  |